# Mermaid vs Sailor
Mermaid vs Sailor es el primer EP (reproducción extendida)  de la cantante y compositora galesa Marina Diamandis, lanzado bajo su anterior nombre de artista Marina and the Diamonds. El EP fue lanzado independientemente el 23 de noviembre de 2007 y distribuido en su perfil oficial de Myspace. Contiene seis demos grabadas por Diamandis en su casa y aproximadamente fueron creadas 70 copias de CD-R. Ella También distribuyó el EP a diferentes sellos discográficos con la esperanza de que se le asegurase con un contrato; finalmente firmó con la 679 Recordings en 2008. El EP es una colección de pop indie que se sigue utilizando mucho en los "keyboards" de su colección.
Diamandis escribió y produjo todas las seis canciones que aparecen en su EP, utilizando el programa de software GarageBand. Muchas de estas canciones más tarde aparecieron en otros proyectos de Diamandis, como su siguiente EP The Crown Jewels EP (2009) y álbum de estudio de su debut The Family Jewels (2010). Retrospectivamente, Mermaid vs Sailor recibió generalmente revisiones positivas de los críticos, quienes veían en Diamandis una potencial artista musical.

## Antecedentes y lanzamiento
Marina and the Diaminds empezó su carrera musical a los 18 años de edad cuando comenzó a asistir a diferentes audiciones en Londres. A pesar de asistir a varias audiciones, le fue imposible asegurarse bajo un contrato por lo que empezó componiendo y produciendo de forma independiente demos utilizando GarageBand en su ordenador de portátil personal. Por esas fechas,  empezó a aprender a utilizar correctamente el teclado musical, un instrumento generalmente utilizado en Mermaid vs Sailor. Después de completar varias grabaciones,  las copiló en una cinta demo y lo entregó a varias sellos discográficos importantes para consideración.
Mermaid vs Sailor fue lanzada el 23 de noviembre de 2007 a través de "Diamandis official Myspace" página de su propio perfil. Este EP podía ser adquirido digitalmente como descarga pagada o en formato físico como un CD-R, todo esto fue distribuido por la propia Marina. Según sus propias palabras, produjo y empacó aproximadamente 70 copias físicas del EP. El disco vino dentro de una manga transparente tachada con pegatinas, caramelo duro, y cinta textil. Diamandis recogió los pagos de su álbum a través del uso de PayPal. Debido a la cantidad limitada de distribuciones del EP, más tarde sugirió a los seguidores que tendrían que recurrir a utilizar eBay para obtener una copia. El sello discográfico no oficial Story Tailors Productions creó más tarde una versión pirata del lanzamiento en vinilo de 10" en noviembre de 2009, limitada a sólo 35 copias hechas por la discográfica de manera ilegal.
Durante el tiempo que gastó en Myspace, Diamandis se refirió a ella misma en su sección de biografía como "una artista indie con objetivos de pop". Su inspiración, musicalmente hablando fueron principalmente artistas como Gwen Stefani y Britney Spears. Aun así, se distingue de estas artistas por aplicar una voz "única y de estilo melódico" para glam pop y canciones con estilo de balada.

## Canciones y letras

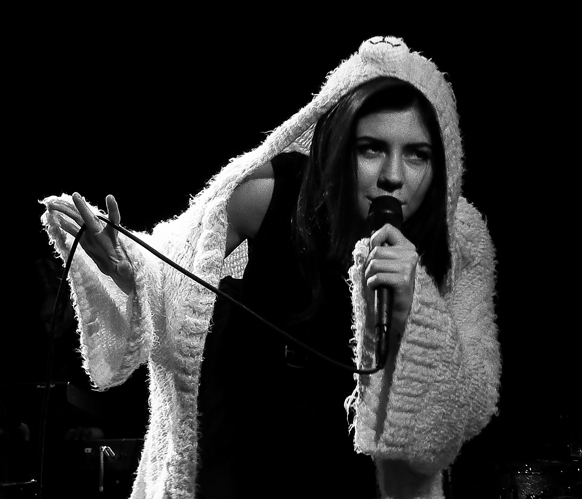
Marina and The Diamonds en un concierto en vivo en 2010.

En total, Mermaid vs  contiene seis canciones escritas, producidos, y grabados por Diamandis. Tres de las canciones en el EP fueron finalmente presentadas en lanzamientos posteriores. Versiones Grabadas de "Seventeen" y "Hermit the Frog" aparecieron en su álbum de estudio de debut, The Family Jewels (2010), a pesar de que la canción anterior es sólo incluida como pista de bonificación el Japón como "deluxe" y como ediciones estándares en Estados Unidos. "Simplify", la quinta pista del EP, fue vuelta a grabar posteriormente para incluirla en su siguiente EP The Crown Jewels EP en 2009.
Mermaid vs Saylor abre con "Seventeen", una canción que cuenta la historia de un acontecimiento "no revelado" que le ocurrió a Diamandis cuándo  tenía 17 años . "Horror Pop", la que le sigue, es una canción que marca varias referencias al horóscopo y a las señales astrológicas. La tercera pista "Hermit the Frog" está escrita en D menor y es un juego de palabras del Muppet Kermit la Rana. "Daddy Was a Sailor" y "Simplify" son la cuarta y quinta pista del EP, respectivamente. La última canción recibió un cambio de líricas antes de su lanzamiento, cambiando la línea de "Monopoly is underrated" por "board games are underrated". El EP cierra con la sexta pista "Plastic Rainbow". En 2010 cuándo "Seventeen" y "Hermit the Frog" eran relanzados, recibieron una producción musical adicional hecha por el músico inglés Liam Howe.

## Impacto y recepción crítica
Mermaid vs Sailor recibió críticas favorables de críticos de música. Rick Fulton del Daily Record sugirió que el EP generó exposición extensa para Diamandis como una artista, además eso hizo que Fulton la describiera como "otra historia de éxito del MySpace". Angie Bhandal, escribiendo para Music Bloggery, consideró el EP un esfuerzo encantador que "instantáneamente reveló que los sellos discográficos querían un poco de ella"; más adelante en su revisión, reconoció que su reacción general al EP fue de "cringe" pero dijo que los lanzamientos posteriores como "The Family Jewels" lograron revelar el mismo sonido estrafalario de "Mermaid vs. Sailor".
En 2008, un año después de la lanzamiento del EP, Diamandis fue firmada después de una guerra de ofertas a 679 Registros con sede en Londres, una subdivisión de la discografía Warner Music Group. La popularidad de su perfil de Myspace y de su EP la dirigió al conocimiento de Derek Davies el cabecilla de Neon Gold Records, quién trabajó con Diamandis por un periodo de seis meses. También la contrató como telonera de espectáculos selectos con el cantante australiano Gotye.

## Listado de pista
| N.º   | Canción            | Duración |
| ----- | ------------------ | -------- |
| 1.    | Seventeen          | 2:40     |
| 2.    | Horror Pop         | 3:57     |
| 3.    | Hermit the Frog    | 3:39     |
| 4.    | Daddy Was a Sailor | 3:15     |
| 5.    | Simplify           | 2:34     |
| 6.    | Plastic Rainbow    | 4:07     |
| Total |                    | 20:12    |

Notas:
- Todo fue escrito y producido por Marina and The Diamonds.[19]

## Historia de lanzamiento
| Región | Fecha                   | Formato(s)                  | Etiqueta      | Ref.  |
| ------ | ----------------------- | --------------------------- | ------------- | ----- |
| Varios | 23 de noviembre de 2007 | CD-R                        | Independiente | [ 3 ] |
| Varios | 23 de noviembre de 2007 | Descarga digital, streaming | Independiente |       |